# Humble Lions FC
Humble Lions Football Club es un club de fútbol profesional jamaiquino con sede en May Pen, que juega en la Jamaica Premier League.

## Historia
Aunque el escudo de su club los llama Humble Lions FC, a menudo se les conoce como Singular Humble Lion FC. Fundado en 1974 como un equipo de rastafaris,  Humble Lions FC fue ascendido a la Premier League de Jamaica por primera vez al final de la temporada 2008-09, haciendo su debut en la máxima categoría del fútbol de Jamaica. Terminaron sus dos primeras temporadas en el nivel superior, justo por encima de la zona de descenso, pero gastaron mucho en el verano de 2011 cuando buscaban un comienzo prometedor para la temporada 2011-12. Humble Lions FC ha contado con entrenadores notables como Lenworth Hyde, Donovan Duckie y Vassell Reynolds. Su presidente es el político jamaicano Mike Henry. El equipo tiene su sede en Effortville, una parte de May Pen en el centro de Clarendon, con su sede en el Centro Comunitario de Effortville.

## Entrenadores
| Entrenadores     | Período       |
| ---------------- | ------------- |
| Lenworth Hyde    | 2011-2012     |
| Linval Wilson    | 2014          |
| Donovan Duckie   | 2015          |
| Vassell Reynolds | 2015-2016     |
| Lenworth Hyde    | 2017          |
| Glendon Bailey   | 2018-2019     |
| O'Neil Thompson  | 2019          |
| Andrew Price     | 2019-presente |